# 文化放送ホームランナイター
文化放送ホームランナイター（ぶんかほうそうホームランナイター、Nippon Cultural Broadcasting HOMERUN NIGHTER）は、文化放送がプロ野球シーズンの土曜日・日曜日に放送していたプロ野球ナイトゲーム中継番組である。
2012年までは日曜日、2018年までは土曜日のシーズン中にレギュラーで編成していた。2019年からは、特別番組編成（不定期放送）へ移行する。ただし、土・日曜日に関東地方でナイトゲームが開催される場合には、NRNの一部系列局に裏送り方式で放送することを前提に、文化放送がNRNナイター扱いで中継の制作を継続している。

## 番組概要
平日の『文化放送ライオンズナイター』が、基本としてパシフィック・リーグ（パ・リーグ）公式戦を自社（関東ローカル）向けに放送しているのに対して、NRN全国ネットを前提に、セントラル・リーグ（セ・リーグ）公式戦の中継を主体に放送。本格的なプロ野球中継としてのスタートは『ライオンズナイター』（西武ライオンズ設立後の1985年）より早く、1965年から『文化放送土曜・日曜ナイター』というタイトルで編成されていた。

文化放送の本社がある東京都を保護地域に定める読売ジャイアンツ（巨人）戦がナイトゲームで開催される場合には、ホーム・ビジターを問わず中継。1970年代には巨人と資本関係の深いラジオ関東（現在のアール・エフ・ラジオ日本）に先駆けて、『ジャイアンツナイター』と名乗っていた（後述）。

巨人戦が雨天中止やデーゲームの時は、セ・リーグのカードを優先するが、NRN独占カードとなる東京ヤクルトスワローズ主催試合を優先する傾向にある。そのため選手自身の肉声による本番組のジングル（事前収録したテープを流す）は中継カードにより巨人を含む、セ・リーグの選手のバージョンがあるほか、2013年はパ・リーグの選手のバージョンも用意された。
放送カードの優先度は巨人戦→セ・リーグカード→パ・リーグカード→試合開始時間が18時でないカードの場合がほとんどである。ただし、その年のペナントレースの状況によって別のカードに変更される場合がある（2011年8月28日は首位ヤクルトが絡む「阪神対ヤクルト」を自社ローカルで中継し、本来のNRNナイターであるRCC制作の「広島対巨人」を予備カードとした）。
ライオンズナイターと同じように得点が入った際には球団公式応援歌のアレンジなど得点したチームにゆかりのあるメロディーが流れる。その例としては下のものがあげられる。オールスターゲームの場合は打点がつく選手の所属しているチームのものが流れる。なお、ホームランが出た場合はホームラン専用のBGMが流れる。文化放送のスタジオから挿入するため、文化放送以外のネット局では流れない。
- 読売ジャイアンツ→「巨人軍の歌（闘魂こめて）」の唄いだし
- 東京ヤクルトスワローズ→「君こそヒーロー」のサビ
- 横浜DeNAベイスターズ→「熱き星たちよ」の唄いだし
- 中日ドラゴンズ→「燃えよドラゴンズ」のサビ
- 阪神タイガース→「阪神タイガースの歌（六甲颪）」の唄いだし
- 広島東洋カープ→「それ行けカープ 〜若き鯉たち〜」の唄いだし

特徴として番組名の通りホームランに拘り、番組のジングルには先述の選手ジングルの他、中継試合でホームランが出ていない場合は嘆くようなジングルが流れる（ジングルのうち、女性役は鈴木純子アナウンサーが、男性役は鈴木光裕アナウンサーが担当）。2013年は、選手ジングルにおいても「ホームランといえば?」というテーマが与えられている。
リスナーがホームランを打つ選手を予想して、見事的中すれば抽選で1名に現金贈呈という「ホームランクイズ」がある。なお、2007年以降は現金の贈呈期間を縮小し、現金以外にふるさとの名産品や神宮球場・横浜スタジアムで開催のプロ野球ペア観戦チケットなどを贈呈する場合もある。近年は「ホームランキーワードプレゼント」となり、ホームランが出た後のCM明けにキーワードを発表し、そのキーワードを書いて応募する形になっている（試合中ホームランが一本も出ない場合、『ホームランナイター エピローグ』かエンディングでキーワードを発表する）。なお、2013年からは「ホームランナイター 一喜一憂 一発メッセージ」となり、ホームラン後に感じた素直な感情をぶつけ（FAX、メールで投稿する）、節度あるメッセージの中から1名にプレゼントが進呈される。
公式ホームページも開設されているが、2007年を最後に更新されておらず、2008年以降はそのまま残されている状態となっている。番組キャッチコピーは「生野球やってます」 のほか、2012年は「野球の力を感じてください」、2014年は「野球、聞こうぜ!」、2017年は「野球は文化だ」のコピーも用いられた。
しかし、巨人が土・日曜の主催公式戦をデーゲームに切り替えた2009年から、土・日曜日とも中継カードが大幅に減少した。文化放送では、2012年限りで日曜ナイター中継のレギュラー放送を終了した一方で、2013年から土曜ナイター中継に一本化したが、NRNナイターのネット局が減少したこと、自社では文化放送A&Gゾーンの編成を強化したことから、2018年限りで土曜ナイター中継のレギュラー放送も終了した。

平日の『ライオンズナイター』については、2019年以降もレギュラー放送を継続。土曜日に関東の球場でセ・リーグ主催のナイトゲームが組まれている週には、系列局向けの裏送り中継をNRNナイターとして制作する。全試合がナイトゲームとして開催される日本シリーズでは、『プロ野球日本シリーズ第○戦実況中継』という特別番組として自社向けに放送する。

### NRNナイターとしての対応
文化放送は土・日曜のNRNナイターの統括局かつ関東地区担当局であるため、一部のNRN系列局でも同局制作の中継が放送されている（後述参照）。また、平日のライオンズナイターと異なり、関東圏5球団（巨人、ヤクルト、DeNA、西武、ロッテ）のホームゲーム以外は、原則NRN系列局が制作したものをそのまま放送するスタイルとなっている（聴取率調査週間などの例外を除く）。また、土日NRN全国ネットカードが前述5球団のビジターゲームの場合、ビジターチームリポートは文化放送のアナウンサーが担当する。
他球場速報のチャイム音（メロディー）は、平日のNRN中継担当であるニッポン放送（『ショウアップナイター』。原則NRN担当とならない土・日曜を含め全曜日使用）や他のNRNナイター制作局（文化放送でも2018年からライオンズナイターで使用）と同じで、速報を伝える際は本番組では「文化放送プロ野球速報」（自社ローカルの場合は「文化放送ホームランナイター プロ野球速報」） と称して伝えている。
NRNナイターとして全国ネットされる場合はネット局での放送開始時刻および中継音声への切り替え時刻が異なるため、18時30分までの複数回、切り替え時刻に解説者・アナウンサーがコメントをやめて場内音→飛び乗り配慮のコメント（それまでの試合概要など）をしている（これはJRN・NRNナイター全国ネット共通）。
基本的にはNRNナイターのネット局数が1局でもある場合の2018年以前や、2019年以降の裏送りでも実況アナウンサーは「文化放送をキーステーションに、全国の皆様にお送りします」 とコメントし、個別のネット局名・番組名をアナウンスすることはない（文化放送ローカル、あるいは文化放送制作で対戦相手地元局への委託中継の場合は、番組名をアナウンスする）。
日曜日についてもNRNナイターとして機能していることから、朝日放送ラジオ・東海ラジオ・中国放送・九州朝日放送・STVラジオ制作（東北放送は通常JRN系列局向けを優先するため、JRNのビジター地元局へのネットがなく、さらにニッポン放送・毎日放送もナイターを放送しない場合など一部例外のみ）の実質的な自社ローカル放送であっても、NRNナイター扱いの場合は、試合途中の雨天などによる中断時に文化放送のスタジオからの他球場速報などが放送されることがある。一方で中継本編は自社の番組名がコールされるなどローカル放送の体裁となることがある。
文化放送では、自社向けのレギュラー放送を終了した2019年も、NRNナイター扱いで裏送り方式による一部系列局（土・日曜とも地元球団が関与する試合のみネット受けを実施する球団所在地の局と、土曜日のみのネット受け局である福井放送・山口放送）向けの中継の制作を続けた。特に関東圏球団同士の対戦はNRNナイター扱いの設定であっても、西武主催試合におけるインターネット配信用もしくは土曜日は福井放送・山口放送限定の裏送りに、日曜日は基本的に素材録音用になるが、まれに東海ラジオや朝日放送ラジオが予備カードとすることがある。また、文化放送制作による関東圏での試合中継が土曜のNRNナイター本番になってもビジター側のNRN系列局のアナウンサーが実況を担当する事例が発生している。
NRN公式サイトのNRNナイター放送予定は、2019年4月を最後に更新が止まっているため、同年5月以降の日曜NRNナイター本番カードは、公式文書上では東海ラジオが原則としてNRNナイター本番時に限り放送可能としている巨人対中日戦が、日曜ナイター時に同局で放送される場合以外明確な確認ができない状態となっている。一方、土曜については2019年の場合、福井放送が公式サイトのラジオ番組表に本番・予備・雨傘番組を実況・解説ともに記載しているため、確認が可能となっていた。
2020年以降も基本として、2019年と同じ体制で裏送り向けの中継を制作。ただし、福井放送が2019年を最後に土曜ナイター中継の放送から撤退（自主編成へ移行）したため、ネット受けをレギュラーで実施する局は山口放送だけになった。ただし、ナイター本編および全試合デーゲームか、予定カード全部が中止になった場合の予備番組を放送するに当たっても、NRNナイターとして放送する関係上、山口放送向けと強調するコメントはしていない。日曜は関東地域同士のカードがナイトゲームとして行われる場合は基本放送されないが、従来通り関東の球団がホームとなり、関東地域かつ楽天以外の5球団と対戦する場合はその対戦相手の放送局のみの裏送りとなるため、その場合は放送カードの調整上「巨人対中日」が東海ラジオで放送されないときの振り替え、ないしは毎年8月の全国高等学校野球選手権大会期間中に、阪神戦がデーゲーム開催と重複し、その補填の意味合いでのナイターの放送として実質2(-3)局ネットとなる時以外は、その放送が行われている局のタイトルコールが行われる。ただし、上記の巨人対中日戦が放送日程の都合により中継できない場合に、関東で行われる他の試合、あるいはSTVラジオが制作する日本ハム主催試合（土日のSTVは日本ハムの試合有無に関係なく野球放送自体無し）が体裁上NRNナイター扱いでSF単独放送となった場合でも、ネット局があるときと同様の体裁（ネット局のタイトルコール無し）を取ることもある（2023年7月30日のヤクルト対DeNA戦など）。
また、土曜ナイターで、楽天主催の試合においてTBCが二重制作（文化放送経由による山口放送他とのNRNナイター用と、ニッポン放送・MBSラジオ向け）を行わない試合が存在し、その場合にTBCから文化放送経由の上で山口放送に加えて、ニッポン放送・MBSラジオにネットされる試合も稀にあり、2024年6月2日の楽天対ヤクルト戦はそれに該当した（MBSラジオは当日のロッテ対阪神がデーゲームだったため、阪神戦がナイターもしくは中止時の予備カード以外は放送しないルールに基づき放送がなかった）。

### 2013 - 2018年の日曜日における対応
2013年は土曜日のナイター定時放送を実施したが、日曜日はナイトゲームがある時の注目カードのみとし、毎週の定時放送は行わなかった。ただし、NRN日曜ナイター自体の機能は、その「注目カード」の自社での中継や、系列局の中継（各局自社制作分や文化放送からの裏送り分）を交えることで2017年まで維持されていた なお、この年実際に文化放送の地上波で放送されたセ・リーグ公式戦は4月28日の「ヤクルト対巨人」の1回のみであり（このときのみ『文化放送ホームランナイタースペシャル ヤクルト対巨人 実況中継』として放送）、この試合を最後に文化放送における日曜日の公式戦の放送が終了した（よって日曜ナイターは特別番組となる日本シリーズのみ中継）。
また、2012年まで土曜のナイターオフ番組として放送されていた『ズミスポ』を日曜分の『ホームランナイター プロローグ』の代替番組として設定している。しかし、2014年以降、注目カードのみ日曜ナイター中継を放送する旨の文言は、公式サイトの番組表における番組紹介文から削除された。

文化放送では日曜ナイターの定時放送を廃止（特別番組扱い化）したため、NRNナイターの指定試合であっても、日曜ナイターの放送自体をネットしている局は地元勢の試合を優先するため、結果的にはNRNナイターの指定試合が予備カード扱い、あるいは地元勢以外の試合を放送しない、ビジター側が乗り込み自社制作をするにもかかわらず、当該局がニッポン放送の協力となるため（特にヤクルト主催の対阪神戦におけるABC）文化放送が別に予備待機を配置した場合等、局の方針の都合で全く放送されず素材録音同然となる場合（特に関東の球団同士の対戦や前述のヤクルト対阪神戦等の場合に、NRNナイターの指定カードが1局も流れない試合も多数ある）、あるいは当該チーム本拠地の1-2局のみ（関東圏球団との対戦であれば、対戦相手の地域の局向けの自社制作か裏送り〈関東圏球団主催である場合〉のみ）となるケースもまれではない 。そういったことから、関東圏球団同士の試合については、土曜日に本番カードであった場合でも、日曜日には予備順を下げて関東圏外のカードに本番を変更する場合がある。
2018年4月現在、NRN公式サイトの基本番組表には日曜のNRNナイター枠が存在しているが、4月については日程上「（名目上の）日曜日のNRNナイター本番カード」は設定されていなかった。5月については6日の「ヤクルト vs 広島」、13日の「巨人 vs 中日」、27日の「ヤクルト vs DeNA」が名目上のNRNナイター本番カードとなるが、事実上6日はRCCへの、13日はSFへの裏送りとなり、27日は他カードがデーゲームのためネット局が発生しないが（解説者が空欄でアナウンサー（長谷川太）のみ記述）、2017年以降はこうしたケースでは番組として設定していなかったため珍しい措置である。

NRNナイターの放送が球団所在地の地元局かつ地元球団が関与した試合のみ放送となっている現状から、文化放送を幹事局とする非NRN番組ながら、ネット局の多い競艇中継（『ボートレースラジオ実況中継』）が日曜に行われる場合は、競艇中継にNRN回線を充てて、NRNナイターを個別の素材回線でのネットとすることがある。

### レギュラー編成終了後（2019年以降）の土・日曜日における対応

#### 2019年
7月12日（金曜日）に東京ドームでオールスターゲームの第1戦、13日（土曜日）に阪神甲子園球場で第2戦が開催された。文化放送では、第1戦の中継を自社制作で放送（北海道放送・CBCラジオ・毎日放送・RKB毎日放送でもネット受けを実施）。その一方で、第2戦では、朝日放送ラジオ制作中継のネット受けも見送った。ただし、文化放送からは、スポーツアナウンサーの土井悠平がパ・リーグのベンチリポーターとしてABC制作の中継に派遣された。関東地方における土曜日のナイトゲーム中継の裏送り対象局（STVラジオ・東海ラジオ・福井放送・中国放送・山口放送・九州朝日放送）が、第2戦でABC制作の中継をNRNナイターとして放送したことによる。
ラグビーワールドカップ日本大会の期間中（2019年9月20日 - 11月2日）には、ラグビー日本代表が出場する関東地方開催の試合を、民放ラジオ局で唯一自社制作で中継。日本代表が組み込まれた予選リーグ（プールA）の期間中には、日本戦（全3試合）から2試合を関東ローカル向けに中継した。さらに、日本代表が決勝トーナメントへ進出した場合には、日本戦を全て中継する方針を立てていた ため、巨人とソフトバンクが対戦する日本シリーズ（決勝トーナメントの初戦を開催する10月19日から開幕）を含めて以下のように対応していた。
- プールAで日曜日の夜間に関東地方で開催された日本戦については、10月13日にスコットランド代表との最終戦（横浜国際総合競技場で19:45にキックオフ）を19:30から自社制作で中継。日本代表がこの試合の勝利によってプールAでの1位を確定させるとともに、決勝トーナメントへの進出を初めて決めたため、翌週日曜日（10月20日）に南アフリカ代表（プールB2位）との準々決勝（東京スタジアムで19:15にキックオフ）を急遽19:00から中継した。その一方で、前日（19日）から日本シリーズが開幕したため、同日には第1戦（福岡ドームで18:30開始）の中継（九州朝日放送の制作によるNRNナイター）を18:00から放送した。
  - ラグビーワールドカップの決勝トーナメントでは、プールB1位のチームとプールA2位のチームが対戦する準々決勝が、10月19日に東京スタジアムで19:15から組まれていた。また、福岡ドームでは、20日に日本シリーズの第2戦が18:30から開催予定だった。このような事情から、ラグビー日本代表がプールAの2位で決勝トーナメントに進出した場合には、19日に上記の準々決勝、20日に日本シリーズ第2戦を中継することを予定していた。また、プールAで敗退した場合には、19日から日本シリーズの全試合で中継を放送することを計画していた。
  - ラグビー日本代表は準々決勝で敗れたが、日本シリーズが第5戦までに決着しなかった場合には、第1戦と同じ体制で10月26日（土曜日）に第6戦中継のネット受けを予定していた。しかし、日本シリーズが23日（水曜日）の第4戦（文化放送では自社制作で東京ドームから関東ローカル向けに中継）で決着したため、以上の予定は実現しなかった。ちなみに、ラグビー日本代表が準々決勝で勝利した場合には、日本シリーズ第7戦発生の有無を問わず、27日（日曜日）に準決勝の日本戦（横浜国際総合競技場で18:00にキックオフ）を中継する予定だった。

#### 2020年
- 年頭から新型コロナウイルスへの感染が拡大している影響で、NPBのレギュラーシーズンの開幕が当初予定の3月20日から6月19日（いずれも金曜日）に延期されたことに伴って、4月4日 - 6月20日の毎週土曜日には山口放送への裏送り向けに『SET UP!!』を制作。6月27日のDeNA対阪神戦（横浜）[21] から、東京ドームでの巨人主催試合を含めて、9月26日まで毎週中継を制作した。
  - 10月3日以降も11月中旬までレギュラーシーズンが続いていたが、例年通り同日から該当枠がナイターオフ番組に充てられたため、文化放送は本年の土・日曜日のNRNナイター業務を終了し、NRN系列局へはデーゲームの制作業務のみ受託した。一方、ニッポン放送ではナイター中継の制作を続けていたため、NRN系列局へのナイター中継については同局配信分で補った（最初の実例は10月3・4日の中国放送向け「ヤクルト対広島」、両日ともニッポン放送〈4日は毎日放送も〉と局間ネット）。
- 基本として山口放送のみの裏送り中継だが、対戦カードによっては、ベンチリポーターを付けて放送していた。定期ネット局が山口放送に限られたことや、文化放送でスポーツ実況要員が不足していたことから、朝日放送ラジオ・東海ラジオ・中国放送のいずれかの制作による巨人戦以外のセ・リーグのカードや、文化放送の裏送りによる西武戦を含むパ・リーグのカードを本番カードに設定するケースも発生。いずれのケースでも、実況を担当するアナウンサーは、NRNナイターとしての体裁上「（制作局名）から全国の皆さんに向けてお送りしています」というアナウンスを必ず挿入していた。また、文化放送のアナウンサーが同局のスタジオから他球場の情報などを伝えるなど、NRNナイターとしての体裁を維持している（実際には系列局の制作か文化放送からの裏送りで中継を放送していた日曜日も同様に対応）。

#### 2021年
- 4月3日よりナイターがある場合は山口放送向けの裏送りでNRNナイターを[22]、ナイターがない場合は山口放送向けに「SET UP!!」を文化放送の制作裏送りで放送していた。
  - 7月17日のオールスターゲーム第2戦は東北放送の制作裏送りで放送していた。また2020東京オリンピックによる公式戦中断期間中は山口放送では文化放送の制作裏送りで「SET UP!!」を毎週土曜日に放送していた。
  - 東京オリンピックによる公式戦中断期間があった影響でこの年も10月2日以降11月1日までレギュラーシーズンが続いていたが、例年通りこの週からナイターオフ編成に入ったため、NRNナイターの業務は終了したが、東海ラジオや九州朝日放送への個別のデーゲーム制作は10月中旬まで続けていた[23]。一方10月以降のNRN系列局向けのナイター中継は昨年と同様ニッポン放送制作の中継が配信された[24]。
  - また8月22日は中国放送制作の「広島対ヤクルト」（マツダスタジアム）を、ABCラジオが第103回全国高等学校野球選手権大会開催に伴い、デーゲームの「中日対阪神」（バンテリンドーム）が放送できなかったための処置[25]で中国放送とABCラジオとの局間ネットで放送する予定が、雨天中止となったため、中国放送は『中四国ライブネット』を含む定時放送を行ったが、ABCラジオは文化放送からの裏送りで『SET UP!!』が放送された。

#### 2022年
- 4月2日より9月24日までナイターがある場合は山口放送向けの[22]裏送りでNRNナイターを、ナイターがない場合は山口放送向けに裏送りで「SET UP!!」を文化放送の制作で放送していた。
- この年よりニッポン放送が日曜ナイターの中継を注目カードのみに縮小したため、NRNナイターとしての裏送り制作中継が、日曜日にいずれかの地方局で放送される場合、事実上の独占中継になることがある[26]。
- またこの年のみ東海ラジオ放送は中日戦が雨天、その他の不可抗力で中止となった場合、自社制作の予備番組を放送することにしたため、『SET UP!!』のネット予定は設定されなかった。

#### 2023年
- 4月1日は山口放送など一部ネット局が2022年度ナイターオフ最終週設定だった関係でニッポン放送制作の『サウンドコレクション』を雨傘番組として編成していた。
- 4月8日より9月30日までナイターがある場合は山口放送向けの裏送りでNRNナイターを、ナイターがない場合は山口放送向けに裏送りで『SET UP!!』を文化放送の制作で放送。
- 人員不足の対策として、日曜日にベルーナドームにて西武主催のナイトゲームが行われる場合、他の関東圏同士の試合を西武戦よりも予備優先度を下位としたうえで、他のNRN系列局で放送されているカードを優先的にNRN本番扱いにするケースが見られる（例として7月16日。ヤクルト対巨人が行われるが、予備順を西武対日本ハムよりも下位とする）。
- 9月23日のヤクルト対阪神戦（神宮球場）は、NRNナイター指定であるが、本来それをネットすべき朝日放送ラジオが阪神の優勝争いに絡んで文化放送の技術協力での自社乗り込みを再開したため、文化放送発の中継は山口放送向けの裏送りだけの放送だった。

#### 2024年
- 山口放送のナイター中継スケジュールでは、4月6日以降の土曜日の中継カードの記載があり、9月28日までは文化放送制作分も裏送りでNRNナイターが放送される。
- 6月1日は東北放送制作の楽天対ヤクルト戦がNRN本番カードとなったが、唯一のNRNナイターネット局である山口放送に加え、文化放送での放送がないことを踏まえて通常は非NRN扱いのニッポン放送にもネットするという変則形態となった。中継内では他球場速報でチャイムを使用しなかった（東北放送が、通常は非NRN扱いでの中継を基本にしているためと思われる）。

#### 2025年
- 山口放送のナイター中継スケジュールでは、4月5日以降の土曜日の中継の記載がある。9月27日までは文化放送制作分も裏送りでNRNナイターが放送される予定。
- 7月26日は中国放送制作の広島対巨人戦がNRN本番カードとなったが、前年6月1日の楽天対ヤクルト戦と同様、唯一のNRNナイターネット局である山口放送と、地元球団の中継の予備カードとして編成した朝日放送ラジオと東海ラジオに加え、文化放送での放送がないことを踏まえて通常は非NRN扱いのニッポン放送にもネットするという変則形態となった。予備カードは、中止時に通常編成に復帰する中国放送を除くNRNナイターネット局（朝日放送ラジオと東海ラジオは予備順位を入れ替え）とニッポン放送で個別に設定された。また同カードを中継できないMBSラジオは、自社制作の阪神対中日戦（ニッポン放送も予備編成）を本番カードに、RKB毎日放送制作のソフトバンク対オリックス戦を予備カードに編成した。中継内では、前年の東北放送と異なり、他球場速報でNRNのチャイムを使用した（中国放送・山口放送が週末NRNナイター参加局であり、かつニッポン放送が平日NRNナイターのキー局であるため）。
- 8月16日は、中国放送制作の広島対ヤクルト戦がNRN本番カードとなったが、山口放送のみならず7月26日と同様にニッポン放送も加わる上、高校野球の関係で巨人対阪神戦を放送できなかった朝日放送ラジオも加わり4局ネットとなった。予備カードは、通常編成に復帰する中国放送を除き、NRNでは東北放送制作の楽天対日本ハム戦を編成し、ニッポン放送と山口放送ではそのまま組み込んだが、同試合の中継がNRNナイター非参加の北海道放送との局間ネットであることも考慮し（この場合土曜NRNナイターに、通常非参加のニッポン放送と北海道放送が加わり、山口放送を含めた変則4局ネットとなる）、朝日放送ラジオでは雨傘編成として『SET UP!』の裏送りを繰り上げる対応を取った。その一方、ネット局が中国放送と朝日放送ラジオの2局のみとなる翌17日の同カードは、朝日放送ラジオでは東北放送の楽天対楽天対日本ハム戦をそのまま予備カードに組み込んだため、中止時は中国放送では通常編成、朝日放送ラジオではNRN（東北放送・朝日放送ラジオ）・非NRN（北海道放送）の混合3局ネットとなる。

### 番組名の遍歴
定時放送時のみ記載
| 年度            | 土曜                                                                    | 日曜                                                                    |
| --------------- | ----------------------------------------------------------------------- | ----------------------------------------------------------------------- |
| 1965年 - 1967年 | 『文化放送土曜ナイター』 （ぶんかほうそうどようナイター）               | 『文化放送日曜ナイター』 （ぶんかほうそうにちようナイター）             |
| 1968年 - 1970年 | 『一万ドル土曜ナイター』 （いちまんドルどようナイター）                 | 『一万ドル日曜ナイター』 （いちまんドルにちようナイター）               |
| 1971年 - 1977年 | 『文化放送ジャイアンツナイター』 （ぶんかほうそうジャイアンツナイター） | 『文化放送ジャイアンツナイター』 （ぶんかほうそうジャイアンツナイター） |
| 1978年 - 2012年 | 『文化放送ホームランナイター』                                          | 『文化放送ホームランナイター』                                          |
| 2013年 - 2018年 | 『文化放送ホームランナイター』                                          | （不定期放送）                                                          |

### 埼玉西武ライオンズの試合への対応
平日の『ライオンズナイター』で中継している埼玉西武ライオンズのナイトゲームは、文化放送が技術協力をしているNACK5『SUNDAY LIONS』との絡みもあって優先度が低く設定されており、通常はセ・パ交流戦の対巨人戦で放送される（あくまで通常通りの優先度で、相手が西武だったという扱い）程度であった。また、セ・リーグの試合が全試合デーゲームである場合など通常は西武戦を中継できる状況にあっても、シーズン終盤に西武が上位争いに絡めていない場合には、上位チームの試合の中継を優先する場合があった（2016年9月17日が該当。パ・リーグ3試合のみナイターであるが、本番組ではKBC制作のソフトバンク対オリックス戦のネット受けとし、西武戦は予備カード扱い）。

西武戦がNRN全国中継本番となった場合、NRNの中継音源であることには変わりは無いため「ライオンズナイター方式」と呼ばれるライオンズびいきの実況スタイルは採らず中立的な実況となり、西武勝利時のBGMの挿入も行わなかった。但し、前座番組では「ライオンズ・ドニーチョ」という情報コーナーを設置して土・日曜日の試合をフォローしているほか、本番組で中継する場合は同時刻にライオンズナイターのコーナーは放送していた。さらに名目上全国ネットでも、ネット局がなく結果的に自社ローカル放送となった場合は、「ライオンズナイター方式」の実況を行うこともあった。また、2011年 - 2019年・2022年 - 2025年は、西武主催試合がNRNナイターの本番もしくは予備カードとされ、自社もしくは対戦相手地元局での放送予定がない場合は、インターネット配信を実施するが、あくまでホームランナイターではなく、ライオンズナイターのインターネット中継として配信されている。 
かつては、聴取率調査週間や夏休み期間等に、全国中継カードを別カード（系列局制作か、文化放送制作の裏送り）とした上で、「ライオンズナイター方式」で西武戦を自社ローカル放送した例もあった。2018年8月4日には「西武対日本ハム」を文化放送の独自編成で放送したが、ライオンズナイターに準じてビジター側のSTVにもネットされた（NRNナイター本番の「DeNA対広島」は文化放送からビジター側のRCCとNRNナイターネット局のKRY・FBCに裏送り）。
また、西武もしくは西武がパ・リーグの優勝争いしている相手球団の優勝決定が見込まれる試合は、本来放送すべき全国中継カードを裏送りとして文化放送の独自編成で放送することがある。一例として1999年（平成11年）9月25日は、デーゲームで西武が敗れたことを受けてNRN本番カード予定だった「巨人対ヤクルト」のナイトゲームをNRN各局への裏送りとしマジック1となり勝つか引き分けでダイエーの福岡移転後初優勝が決まる「ダイエー対日本ハム」を文化放送の独自編成で緊急中継した。
2010年（平成22年）9月26日は、STVラジオ『ファイターズスタジアム』で放送された「日本ハム対西武」のデーゲーム（この試合で西武が敗れるとソフトバンクの優勝が決定）を途中から受けた。その間、本来の全国中継カード「ヤクルト対中日」はネット局への裏送りとなった。この試合は西武敗戦でソフトバンクの優勝が決まり、文化放送も全国中継に飛び乗ったが、もし西武が勝利もしくは引き分けて、優勝の行方が「楽天対ソフトバンク」のナイトゲームへ持ち越された場合は、東北放送（TBCラジオ）『パワフルベースボール』のネット受けで同試合を放送することも想定されていた。
日曜日のデーゲームに関しては交流戦期間のビジターゲームを除いて、文化放送およびNRN系列局の実況録音ではなく、『SUNDAY LIONS』で中継した実況を文化放送の番組などでも流す。これは、NRN系列局向けに文化放送制作で裏送りを行った場合でも同様である。2010年度まで土曜日および交流戦期間の「ヤクルト対西武」（NRN独占カード）以外のビジターゲームも同様の対応であったが、2011年度からはNACK5がプロ野球中継を日曜日のみに縮小し、さらには交流戦期間は西武のホームゲームのみの中継としたため、土曜日および交流戦期間のビジターゲームについては文化放送（関東地区で開催される西武戦のインターネット配信を含む）およびNRN系列局の実況録音で対応している。また、2016年のみは西武のホームゲームを女性による実況としたことを受け、NACK5の実況音源の使用はビジターゲームのみとなり、西武のホームゲームでは土曜日同様に自社（インターネット配信または系列局向けの裏送り）の音源を使用していた。
パ・リーグのクライマックスシリーズ（クライマックス・パ）は2015年まではNRNネットワークの担当として全試合を中継していたが、2016年以降はナイターオフ編成下の公式戦同様に、西武ドームのインターネット配信のみとなり、地上波での放送からは撤退した。また、NACK5も制度制定当初からクライマックスシリーズの中継を行っていない。
西武が日本シリーズに進出した場合は、NRN全国放送非担当日はもちろん、担当日であっても「ライオンズナイター方式」でローカル放送する。そのため、担当日が西武のホームゲームの場合はNRN用に「ホームランナイター方式」で二重制作を行い、地方局へ裏送りする（ただしブースや人員の関係で二重制作できず、文化放送もそのまま「ホームランナイター方式」で放送する場合もある）。関東地方以外のセ・リーグ球場の場合は文化放送のアナウンサーと解説者が現地に乗り込んで制作し文化放送向けに放送する。
このとき、NACK5は文化放送の対応に関係なく西武のホームゲームのみ自社制作する。西武が日本シリーズに進めなければ、NACK5での放送は行わない。

## 放送時間
- 土曜 17:45 - 21:00（試合終了まで延長対応）　2018年放送終了
- 日曜 17:40 - 21:30（試合終了まで延長対応）　2012年放送終了
  - 日本シリーズ中継などで『文化放送スポーツスペシャル』としてナイター中継を放送する場合、土曜は18:00、日曜は17:55から開始される。定時の終了時間は21:00に設定されている。
  - 17:57までは前座番組『ホームランナイター プロ野球インフォメーション』（2016年までは『ホームランナイター プロローグ』、2017年のみナイター有無に関わらず『ホームランナイター プロ野球直前情報』）を放送。中継カードの試合前情報、前述のライオンズコーナー『ライオンズ・ドニーチョ』（本番カードにライオンズが関わる場合は休止）のほか、デーゲームの結果も伝える（関東地区開催の場合は文化放送アナウンサーによるリポート・実況録音を流す。関東以外の場合はスタジオ担当アナウンサーの結果紹介のみで、NRNの実況音声は使用しない場合が多い。『ライオンズ・ドニーチョ』に関しては関東は必ずリポートあり、関東以外は土曜は金曜にライオンズナイターを担当したアナウンサーが取材を行うため、札幌・関西・福岡などもリポートがある場合が多いが、日曜はない場合が多い）。自社制作以外の試合の場合、オープニングはスタジオからとなる一方、中継カードの試合前情報の部分のみ、球場の放送席から実施するため、当日の中継制作局からの裏送りとなる。
  - 定時の終了時間までに試合が終了した場合、中継終了から定時の終了時間までの間、文化放送のスタジオから、その日のプロ野球の結果・途中経過、ならびにスポーツニュース（一部一般ニュースも）をおくる[30]。かつてはこのパートを『ホームランナイター エピローグ』と呼称していた[31]。日曜日にこのパートを行う場合は中継延長時を含めて、次の定時番組までの余剰時間を使って放送するため、概ね25分以内で設定される。

### 備考
- 1994年（平成6年）以前は、未明放送の『大学受験ラジオ講座』、早朝放送の『走れ!歌謡曲』の放送時間を動かせないことによる編成上の都合で、試合終了まで放送できなかった。1993年までは22時30分、1994年は23時で打ち切り、それ以降のホームランクイズとお立ち台クイズの当選者発表は次回放送の前座番組の中で行っていた。
- 中継延長時『さだまさしのセイ!ヤング』が編成される以前は土曜が『走れ!歌謡曲』を限度に21:30からの番組は順次繰り下げ放送し、繰り下げた分だけ日曜1時 - 2時台の番組を休止した。日曜は月曜2時から停波入りすることから順次繰り下げ、放送終了時刻を繰り下げた。繰り下げ放送時は番組開始前に当直アナウンサーが繰り下げ放送の旨と本来放送されている番組の振替え放送時刻（若しくは休止）の案内を行っていた。『さだまさしのセイ!ヤング』開始からは繰り下げ放送の措置は廃止され、延長時間枠の番組が休止される方式となった。文化放送A&Gゾーンの編成となってからは、各番組の放送休止頻度の偏りを軽減するため休止番組のローテーション編成が行われている。
- 2011年は東日本大震災の影響による試合日程変更により、月曜日に埼玉西武ライオンズの試合が組まれるケースが多くなっていた。特に移動日なしの連戦のために月曜定時番組の振替日が確保できない場合、日曜の『ホームランナイター』を休止して月曜定時番組の振替日とすることがあった。該当日のNRNナイター枠が文化放送の担当となった場合（ただし文化放送が試合中継を担当する日は避けて設定しているため、予定試合中止で『センパツ!』となった場合のみ）、ネット局への裏送りとなっていた。

## 文化放送制作NRNナイター出演者

### 解説者
- 東尾修（1989年 - 1994年、2002年 - ）
- 山崎裕之（1985年 - ）
- 荒木大輔（1997年 - 1998年、2022年 - ）NHKBSMLB中継・BS日テレ・BS朝日・GAORA・日テレジータス解説者兼。
- 松沼博久（2000年 - 2001年、2015年 - ）西武球団制作中継〈フジテレビTWO・BS12トゥエルビ・パ・リーグTV〉解説者兼。
- 松沼雅之（1990年 - 1999年、2004年 - ）西武球団制作中継・テレビ埼玉解説者兼。
- 西本聖（1995年 - 2002年、2004年 - 2009年、2016年 - ）[32]
- 笘篠賢治（2003年 - ）宮城テレビ放送・関西テレビ放送・テレビ新広島・J SPORTS・フジテレビONE解説者兼。
- 辻発彦（2024年 - ）西武球団制作中継・テレビ朝日・BS朝日・BS10・テレビ埼玉他解説者兼[33]。
- 渡辺久信（2002年 - 2003年、2025年 - ）BS朝日解説者兼。

※荒木（2022年以降）・辻・渡辺（2025年以降）は準レギュラー扱いのため、『文化放送ライオンズナイター』の公式サイトでは案内されていない。

※NRNナイター本番カードでない試合（ネットワーク扱いとならないデーゲームの中継を含む）では、ビジター側の系列局（ニッポン放送と系列局の兼任者を含む）の解説者が担当することもある。

### 実況アナウンサー・リポーター
文化放送アナウンサー
- 長谷川太
- 斉藤一美
- 高橋将市
- 小宅世人（2025年4月に中国放送から移籍。『ますだおかだ岡田圭右とアンタッチャブル柴田英嗣のおかしば』のリポーター担当でもあるため、日曜の中継は原則ベンチリポートのみ）

フリーアナウンサー（元・文化放送アナウンサー）
文化放送を退職またはラジオ専属契約を満了しているため、放送上は「文化放送」を付けずに、「○○アナウンサー」とだけ紹介される。寺島は『ライオンズナイター』の本番カードも担当するが、それ以外の人物は文化放送が裏送り制作する関東地方の公式戦中継（土・日曜日はNRN系列局向け、平日はJRN系列局向け）限定で担当。
- 菅野詩朗（「ニコニコ生放送・SHOWROOM」DeNA戦、「フジテレビTWO」西武戦、「Rakuten.FM TOHOKU」楽天戦実況アナウンサー） - 2012年9月に文化放送を定年退職。
- 鈴木光裕（「フジテレビTWO」西武戦、「Rakuten.FM TOHOKU」楽天戦実況アナウンサー） - 2016年7月に文化放送を定年退職。
- 槇嶋範彦（『ラジオ日本ジャイアンツナイター』巨人戦、「フジテレビTWO」西武戦などの実況アナウンサー）- 2007年から2019年までは、文化放送の契約アナウンサーとして実況を担当。
- 寺島啓太 - 2021年4月に文化放送を退職。ただし『ライオンズナイター』をはじめ退職時点に担当していた番組については、以降も変わりなく担当を継続。
- 土井悠平 - 2022年3月に文化放送との契約社員期間満了となり退職。2023年から『GAORAプロ野球中継』日本ハム戦のメイン実況アナウンサーに就任したが、日本ハムがビジターに出る試合などで日程に支障を来さない範囲内であれば引き続きフリーアナウンサーの立場として出演する。
- 山田弥希寿 - 2023年3月に文化放送との契約社員期間満了となり退職。同年から横浜DeNAベイスターズ主催試合のスタジアムDJに就任したが、DeNAがビジターに出る試合などで日程に支障を来さない範囲内であれば引き続きフリーアナウンサーの立場として出演する。
- 上記以外にも、2023年以降はNRNナイターの予備カードや素材収録に限り、文化放送の在籍経験がなくNACK5で実況を担当している小笠原聖が実況を担当することがある。

※通常登場することはないが、実況を担当しないアナウンサーのうち1名が文化放送の本社に待機しており、本番カードの中継において、試合開始が18:00より遅い場合や、雨天中断時、早終了時に限りスタジオ担当として登場する。

## 過去の出演者

### 解説者
1965年ごろまで、NRNナイターの関東地区での放送は「月 - 金 がニッポン放送だけ、土・日曜日 が文化放送だけ」で曜日を決めて放送していた時代があった関係で、文化放送とニッポン放送 の掛け持ちによる「NRN野球解説者」という形式がとられていた。のちに、テレビ朝日との関係が強くなったこともあり、「QR/EX兼務」の解説者もいた。
- 荒川博
- 石井貴（2014年 - 2018年。テレ玉・西武球団制作中継兼任。現：東北楽天ゴールデンイーグルス投手コーチ）
- 伊原春樹（テレビ神奈川兼任[解説者 1]）
- 大田卓司（フジテレビ兼任）
- 大塚光二（2015年の解説者復帰後は『ライオンズナイター』の仙台からの中継のみ本数契約で出演し、本番組には出演していない。テレビ朝日・東日本放送・仙台放送・J SPORTS兼任。）
- 小川邦和（NHK-BS1兼任。後に英語教師・アマチュア野球指導者として活動）
- 小川亨
- 楠安夫（1965年までフジテレビ・ニッポン放送兼任）
- 工藤公康（テレビ朝日兼任。現：日本テレビ放送網ほか解説者）
- 黒江透修（テレビ東京・テレビ朝日兼任）
- 児玉利一（1965年までフジテレビ・ニッポン放送兼任）
- 駒田徳広（2010年 - 2017年。テレビ神奈川・BS-TBS・TBSチャンネル・BSテレ東解説者兼任。現：読売ジャイアンツ3軍監督）
- 城之内邦雄
- 関本四十四（テレビ朝日ベンチリポーター兼任）
- 田辺徳雄（現：埼玉西武ライオンズ三軍野手コーチ）
- 豊田泰光（フジテレビ・テレビ東京・テレビ大阪兼任）
- 土井正博（原則として関西からの『ライオンズナイター』のみの出演であったが、本番組も聴取率調査期間の関西からの自社制作分1試合のみ出演があった）
- 土肥義弘（テレビ埼玉・西武球団制作中継（BS朝日・テレ朝チャンネル2）兼任。現：埼玉西武ライオンズファーム投手総合コーチ）
- 渡海昇二（1965年。NRN解説者としてニッポン放送兼任）
- 豊田清（2019年。テレビ埼玉・西武球団制作中継兼任。同年4月28日の『ヤクルト対広島』で初出演。現：埼玉西武ライオンズ一軍投手コーチ）[解説者 2]
- 仁志敏久（2012年 - 2020年、2024年。フジテレビ・J SPORTS・TBSチャンネル解説者兼。2024年は本数契約のため、『文化放送ライオンズナイター』の公式サイトでは案内されていなかった。現：埼玉西武ライオンズ一軍野手チーフ兼打撃コーチ）
- 服部受弘（1965年までフジテレビ・ニッポン放送兼任）
- 広瀬哲朗（一時期テレビ朝日・STVラジオ等兼任。STVラジオ兼任時代、広瀬が出演した平日の同局制作中継がNRN本番カードとなった際にはニッポン放送経由で流れることがあった）
- 広橋公寿（現：楽天球団制作中継（TwellV・J SPORTS・Rakuten FM TOHOKU）解説者）
- 福田昌久
- 別所毅彦（フジテレビ兼任。1971年のみ東海ラジオも兼任のため、別所が出演した平日の同局制作中継がNRN本番カードとなった際にはニッポン放送経由で流れることがあった）
- 松原誠（テレビ神奈川兼任。現：テレビ神奈川解説者）
- 宮田征典
- 森繁和（CBCテレビ・CBCラジオ・メ～テレ・BS朝日（テレビ朝日または西武球団制作中継）・J SPORTS兼任）[解説者 3]
- 森祇晶（解説者当時は森昌彦）
- 山根俊英（1965年までフジテレビ・ニッポン放送兼任）
- 若松勉（テレビ朝日兼任。現：フジテレビONE、ニッポン放送、北海道文化放送解説者）

1. ↑  伊原は本数契約解説者として『ライオンズナイター』も含めて年数試合のみ、いずれもゲスト解説して他の解説者とのコンビで出演。本番組へは2015年9月19日のヤクルト対巨人戦で初登場。
2. ↑  NRN公式サイトのNRNナイター放送予定では、西本の解説予定が記述されていたが、Radiko・Yahoo!テレビなどの電子番組表や広島県版新聞各紙（各全国紙及び中国新聞・山陽新聞）では豊田の解説予定が当初から記述されていた。
3. ↑  CBCラジオとも契約していた関係上、本番カードとして東海ラジオにネットされる可能性のある中日のビジターゲームには出演しなかった。なお、2025年には東海ラジオ制作中継にも出演する予定があり、こうした制限は解消されている模様。

### 実況アナウンサー
- 飯塚治（2018年に他部署へ異動した後、2020年に文化放送を退職しフリーアナウンサーに転身。以降、人員の都合がつかない場合には実況担当に入ることがあった。2024年からは『ラジオ日本ジャイアンツナイター』巨人戦中継に出演）
- 市原育夫
- 上野智広
- 扇一平
- 大野勢太郎（大野正）
- 梶原茂
- 片山真人（2016年7月から2018年3月まで出演。元福島放送アナウンサー、現静岡朝日テレビアナウンサー）
- 砂山圭大郎（砂山大輔）
- 月岡逸弥
- 寺島尚正
- 土居まさる（平川巌彦）
- 戸谷真人
- 中田秀作
- 野村邦丸（野村邦夫）
- 坂信一郎
- 松島茂
- みのもんた（御法川法男）
- 廣瀬隼也（現：広島ホームテレビアナウンサー。フリーアナウンサー時代の2011・2012年のみ、予備カードやビジター向け裏送り中継の、ベンチリポートに限定して担当していた[38]。）
- 矢野吉彦

### スタジオ担当
- 山田幸美（2018年、ニチエンプロダクション所属フリーアナウンサー、元テレビユー福島・広島ホームテレビ）
- 長麻未（2020年、日曜） -  前述のように本番カードの中継において、試合開始が18:00より遅い場合や、雨天中断時、早終了時に限り登場していた。

## 全試合が雨天中止またはデーゲームで行われる場合の番組
土曜日
- 全試合が雨天中止の場合と、全試合がデーゲームで行われる場合、ネット局（RCC・KBC、および中日戦デーゲーム（放送可能カード）開催日のSFと阪神戦デーゲーム開催日（高校野球期間除く）のABCを除く[39]）も含めて『SET UP!!』を放送する。

日曜日
- 2018年以降NRNナイターとしての設定が行われなくなったが、2021年8月22日にABCラジオで放送される予定だったこの日唯一のナイターの試合であった広島対ヤクルトの試合が雨天に中止になった時は、18時～21時まで『SET UP!!』を文化放送からの裏送りで放送した（この日は中日対阪神の試合がデーゲームで放送されていたが、ABCラジオは高校野球中継を放送した。）[40]。同様に翌2022年7月10日も唯一のナイターであったヤクルト対阪神の試合が、ヤクルト側にて新型コロナウィルスの集団感染が発生した影響で中止となったため、同様の措置が採られた。
- なお、予定通りナイター中継が行われた場合、定時番組で時差ネット局のある番組は該当週に限り、時差ネット局へ向けた裏送りとなる。

### 過去
- 2009年までの文化放送のレインコート番組は『ビッグサウンズスペシャル』であった。特に、日曜は全試合デーゲームの日が増えたため、プロ野球がある日でも放送されることが多くなっていた。2010年と2011年は『センパツ!』として放送された。その後2012年から『SET UP!!』のタイトルで放送されている。
  - 1995年〜2005年までは竹内靖夫の司会進行の『バンブー竹内のほれぼれミュージック』の土日月版。それ以前は桂竜也の進行による『全日本演歌選抜』などがあった。その後は吉田涙子の進行による音楽プログラムとなり、『センパツ!』『SET UP!!』とタイトル変更されても同様であったが、2014年に吉田が人事異動でアナウンサー職を離れたため、以降は竹内が司会進行に復帰している。
  - 2010年のナイターの予定のない日曜の『センパツ!』は、殆ど『センパツ!スペシャル』と題して単発特番の放送に終始していた（一度NRN番組としてABCにネットされたこともある）ため、2011年度のナイターの予定のない日曜の当該枠は、特番枠『サンデープレミアム』として分けられることになった[41]。そのため、2011年のみ、7月以降にNRN日曜ナイターを定時ネットするABCには、文化放送が土曜日ならびに雨天中止時に準じた内容の『センパツ!』を裏送りしていた。
  - しかし、2012年7月からは『サンデープレミアム』を『SET UP!!』に再統合し、『サンデープレミアム』として放送されてきた各種特番を『SET UPスペシャル』名義のNRNネット番組として、ABCにもネットする形に変更された（加えて、当日のプロ野球の開催予定が一切ない、あるいは中日戦でも放送権を得られなかった試合がある日にナイターが組まれていない場合には東海ラジオもネット）。ただし、2013年からは文化放送で日曜の『ホームランナイター』が定時中継されないため、日曜の『SET UP!!』は完全に雨天中止バージョンの裏送りのみとなる。
- 1980年頃まで、豊田泰光・別所毅彦ら野球解説者の進行によるプログラムが放送されていた。
  - 2013年からこの形態のプログラムが再開。2016年までは駒田徳広や苫篠賢治らをメインパーソナリティ（アシスタントは斉藤一美）に迎え、当初から中継カードのない日の18時台（週によっては19時台も）に放送されていた。2017年からはこれらに代わり、文化放送のスポーツアナウンサーがメインを務めるスポーツ情報番組『サタデースポーツフィーバー』を編成している。
- かつては18時台に『プロ野球ホットライン』を放送していたが、2000年代ごろからは放送されなくなった（他球場の試合結果や今後のプロ野球展望を中心に文化放送の野球解説者と各NRN系列局の野球解説者や実況アナウンサーを結んでいた）。
- さらに初期の頃は「プロ野球展望」や1時間ごとに区切った音楽プログラムが編成されていた年もあった[42][43]。
- 2007年度は、文化放送のみ17:57 - 19:00に『斉藤一美 うるわしの夜』も放送した。
- 2008年度より、日曜については『ホームランナイター』の基本枠が21:30までとなったため、はじめからナイターの予定がない場合は、21:00からは『ホームランナイターエピローグ』ではなく、2008年と2009年は単発枠『ザ・ステージ』、2010年は『五感インド』、2011年は『関根勤のカンコンキンラジオ』、2012年は『関根勤のスポパラ』を放送した。ただしナイター中継が21:00以前に終了もしくは中止となった場合は、21:00以降は『ホームランナイター エピローグ』に充てられていた（これは現在の日本シリーズ中継でも継続）。

## ネット局
2009年までの土・日曜日のナイター中継は、JRN・NRNのクロスネット局の多くがJRNナイターを放送していたため、本番組をネットしていた局はほぼNRN単独系列局に限られていた。しかし、NRN単独系列局では2005年頃から土・日曜のナイター中継を取りやめる局が出てきたため、本番組をネットする局は減少していた。
| 放送局          | 略称 | 備考                  |
| --------------- | ---- | --------------------- |
| 文化放送        | QR   | 幹事局                |
| STVラジオ       | STV  | [ 備考 2 ]            |
| 茨城放送        | IBS  | [ 備考 4 ] [ 備考 5 ] |
| 東海ラジオ      | SF   |                       |
| KBS京都/KBS滋賀 | KBS  | [ 備考 6 ]            |
| ラジオ大阪      | OBC  | [ 備考 7 ]            |
| 中国放送        | RCC  | [ 備考 8 ]            |
| 九州朝日放送    | KBC  | [ 備考 9 ]            |
| ラジオ沖縄      | ROK  | [ 備考 10 ]           |

1. ↑  特記なしは土・日とも放送。地元球団の試合がデーゲームである場合は全国放送用のナイターを放送
2. ↑  日曜日は日本ハムが関与する試合がある日のみ放送し、予備カードもネット。
デーゲームは日本ハムの関与有無にかかわらず土曜日の放送はなし
3. ↑  2021年4月1日から放送上では「IBS」の使用を止めて「LuckyFM」に変更した。2024年2月1日に正式社名を「LuckyFM茨城放送」に変更した。
4. ↑  1994年-2008年は土・日曜両方とも放送したが、2009年は土曜のみ
5. ↑  1993年まではニッポン放送・毎日放送との2-3局間放送のナイターをネット
6. ↑  日曜ナイターは2004年で撤退、2005-08年は土曜日のみで、この年限りで週末ナイターから撤退
7. ↑  1977-2006年まで土・日曜両方とも放送。土・日曜はNRN全国放送用のナイターを優先（在阪球団の主催試合は基本的に裏送りか予備カード待機であるが、後期は近鉄戦のナイターがあればそれを最優先した場合もある）2007年は土曜日のみ（日曜日の阪神・オリックス主催試合のナイターがあれば裏送り）だったが、この年限りでナイター放送から完全撤退（平日は2005年に撤退済み　経緯後述）
8. ↑  原則としてNRN独占カードのビジター広島戦のみ。通常は自社制作分を含めてJRNナイターを放送するが、NRN独占のヤクルト（2001年以前は横浜も）主催の広島戦に限りネット受けまたは裏送りで放送していた。また年度によっては広島戦がデーゲームまたは非開催の時に、JRNナイター及び雨傘番組を予備カード扱いにしてヤクルト・大洋主催の巨人戦をネット受けしたこともあった。
9. ↑  日曜日はダイエー→ソフトバンクが関与する試合がある日のみ放送し、予備カードもネット
10. ↑  2005年まで放送したが、同年限りで週末のナイター放送から撤退

※大阪府の毎日放送は2008-09年にNRNナイターネット局に加わるも、ニッポン放送との局間ネット関係の都合上ネット受けはせず、裏送り（文化放送制作の技術協力も含む）のみ参加（経緯後述）
ところが2010年は、JRNのキー局・TBSラジオが土・日曜の定時ナイター中継枠を廃止した影響で、土曜日についてはJRNナイターからNRNナイターへ任意でネットチェンジした地方局が増加し、最大で全国18局がネットすることになった。しかしそれらの局も年を追うごとにネットを終了する局が増え、2018年もネットする局は本拠地球団がある局以外はわずかとなった（これらの局は、多くはJRNの土曜日の定時番組のネットか、自主編成に変更しているところが多い）。
| 放送局                                                | 略称                    | 備考                    | 備考                    |
| （1）毎週放送していた局                               | （1）毎週放送していた局 | （1）毎週放送していた局 | （1）毎週放送していた局 |
| ----------------------------------------------------- | ----------------------- | ----------------------- | ----------------------- |
| 文化放送                                              | QR                      | 幹事局                  | 幹事局                  |
| STVラジオ                                             | STV                     | [ 備考 2 ]              | [ 備考 2 ]              |
| 山形放送                                              | YBC                     | 2011年撤退              | 2011年撤退              |
| ラジオ福島                                            | rfc                     | 2012年撤退              | 2012年撤退              |
| 茨城放送                                              | IBS                     | 2017年撤退              | 2017年撤退              |
| 信越放送                                              | SBC                     | 2012年撤退              | 2012年撤退              |
| 新潟放送                                              | BSN                     | 2011年撤退              | 2011年撤退              |
| 北日本放送                                            | KNB                     | 2012年撤退              | 2012年撤退              |
| 福井放送                                              | FBC                     | 2019年撤退              | 2019年撤退              |
| 静岡放送                                              | SBS                     | 2010年撤退              | 2010年撤退              |
| 山口放送                                              | KRY                     |                         |                         |
| 南海放送                                              | RNB                     | 2010年撤退              | 2010年撤退              |
| 高知放送                                              | RKC                     | 2015年撤退              | 2015年撤退              |
| 九州朝日放送                                          | KBC                     | [ 備考 3 ]              | [ 備考 3 ]              |
| 大分放送                                              | OBS                     | 2010年撤退              | 2010年撤退              |
| （2）地元球団の試合がナイターで行われる場合に限り放送 |                         |                         |                         |
| 東北放送                                              | TBC                     | [ 備考 4 ]              | [ 備考 5 ]              |
| 東海ラジオ                                            | SF                      | [ 備考 6 ]              | [ 備考 6 ]              |
| 朝日放送                                              | ABC                     | [ 備考 7 ]              | [ 備考 5 ]              |
| 中国放送                                              | RCC                     | [ 備考 8 ]              | [ 備考 5 ]              |

1. ↑  特記なしは土曜日のみ放送。また撤退年度は土曜ナイターの放送を終了した年〈日曜ナイターについてはQR、IBS、KBCと（2）に該当する局以外2009年で終了〉を示している。またNRNシングルネットのQR、STV、IBS、SF、KBC以外は2009年まで土・日曜のJRNナイターを放送していた
2. ↑  日曜日は2012年度以外日本ハムが関与する試合のみ放送し、予備カードは非ネット。

2012年度については日本ハムの関与有無に関係なく、原則として日曜ナイターも放送がなかった。

またデーゲームは土・日曜とも日本ハムの関与有無に関係なく原則として放送はなしだが、日曜日の「ヤクルト対日本ハム」であれば放送する場合がある。
3. ↑  日曜日（および2013年以後の土曜日も）はダイエー→ソフトバンクが関与する試合のみ放送し、予備カードは非ネット
4. ↑  楽天が関与する試合のみ放送し、予備カードは非ネット
5. 1 2  東海ラジオを除く3局はデーゲームである場合は基本的にJRNラインを優先して放送するが、東海ラジオが放送する試合に応じてデーゲームであってもNRNライン扱いとなる試合（特にABC・RCC）もある
6. ↑  中日が関与する試合のみ放送し、予備カードもネット
7. ↑  ABCについては土・日のナイターについては阪神が関与する試合がある日のみ（予備カードもネット）放送、2014年までの7-9月の土曜（2012年度までは日曜も）は定時番組扱い（阪神戦以外の本番・予備カードもネット）としていた。
8. ↑  広島が関与する試合のみ放送し、予備カードは非ネット

その一方で日曜日については、全試合デーゲームの週が多いことから定時放送を行う局がさらに減少。2012年現在、4-6月期はNRNナイターの定時中継枠が文化放送のみのため、ナイトゲームがない場合、雨傘番組のネット放送を行なっていない。また4-6月期の日曜NRNナイターはSTV、東海ラジオ、ABC、RCC、KBCの5局が地元チームの関係する試合のみ（ただしABCは阪神の試合のみ）放送するため、在京球団同士の試合および阪神の関東ビジター戦の場合は事実上文化放送ローカル（阪神戦の関東ビジターの場合、ABCが自社制作することが多いため）となるが、7-9月期はABCも土・日曜の定時ナイター中継枠を確保するため、日曜日に阪神戦がデーゲームもしくは行われない場合、ABCが文化放送の中継のネットを受けていたが、2013年からはこの場合4-6月と同様に原則としてネット受けを行わない方針となった。上述の通り「名目上の日曜NRNナイターの本番カード」は放送枠自体は2018年は設定されているものの、ネット局がない場合（ナイター開催が関東圏の球団同士や、オリックスと関東圏の球団の対戦のみの場合など）は番組としての設定を行わず、報道素材としての収録のみとなることがある。
なお、土・日曜のナイター中継を取りやめた局でも地元でプロ野球の試合があり、かつ該当試合がNRN全国中継の対象になった場合は臨時にナイター中継をネットする場合がある。

### 試合中継を担当する局
文化放送同様に、自社では放送せずに裏送り制作のみを行う局には●印を付ける。
| 放送局 （自社放送時の番組タイトル）                | 担当球団        | 備考 |
| -------------------------------------------------- | --------------- | --- |
| ●STVラジオ （STVファイターズLIVE）                 | 日本ハム        | 土曜日は2016年、日曜日は2009年までナイトゲームを定時放送。以降も2012年の日曜日を除いて、日本ハム戦のナイターがある場合には中継を行っていた。しかし、2021年より土・日曜の公式戦については、NRN独占カードであるヤクルト対日本ハム戦と、NRN本番カードに指定された土曜日の自社制作ナイターに限って中継を行い、それ以外のケースでは主催球団・開催時間帯にかかわらず中継を原則行わず、ネット局がある場合の裏送りのみ実施する。このため、日本ハムのビジターゲームでは北海道放送（HBCファイターズナイター）との局間ネットとなる中継がNRN予備に組み込まれることがある。 |
| 東北放送 （TBCパワフルベースボール）               | 楽天            | 2009年までは原則として楽天主催試合裏送りとヤクルト主催楽天ビジター戦ネット のみの参加（JRNネットのため）だった。2010年はJRNのナイトゲーム中継縮小により、ナイトゲームではカードによって自社分をQR-NRNライン向けとして放送していたが、JRNのナイトゲーム中継が全面廃止された2018年からは一旦土・日曜の放送を原則としてJRN扱いに固定。QR-NRN向けは裏送り対応のみとなり、2009年までの状態に戻ったが、2022年からは概ね2010 - 2017年の対応に戻しており、MBSまたはCBCが本番または予備に指定していない場合はNRN本番・予備として放送するようになり、さらにはHBCやRKBと局間ネットの対日本ハム・ソフトバンク戦がNRN扱いとなったり、該当試合に限って平日同様にLF-NRNの形となることがある。同じくクロスネット局のRCCとの対広島戦でネット時の対応は不明（同カードは2018年のJRNナイター廃止以降、土・日曜は個別ネット扱いのデーゲームでしか行われていないが、他球場速報のチャイムはTBC発・RCC発ともNRNのものを使用）。また、日曜に関東で開催される楽天のビジター試合のナイトゲームは、2012年以降原則として中継しない。詳細は後述。なお、土・日曜とも以前からナイトゲーム中継を、楽天戦（ただし一部のビジターゲームを除く）が行われる場合のみの放送としている（予備補充なし）。 |
| 東海ラジオ放送 （東海ラジオ ガッツナイター）       | 中日            | 土・日曜のナイトゲーム中継は、中日戦を含めたデーゲームの中継が行われない場合のみ放送。ナイターの放送予定試合が中止になった場合は予備カードの補充を行う。 土・日曜でもヤクルト・DeNA主催の地方開催試合では文化放送の代わりにニッポン放送が制作・協力することが多い（なお、2013年からはDeNA主催のデーゲームは文化放送が担当することが多くなっており、2016年からはヤクルト主催のデーゲームも同様となっている上、中日OBのニッポン放送解説者と文化放送アナウンサーという組み合わせとなることもある）。また、デーゲームで行われる中日のビジターゲームが現地制作局が中継を行わない時やナイターでも予備順が下位の場合、東海ラジオアナウンサーが実況、現地局のアナウンサーがリポートを担当する場合がある。 なお「巨人対中日」に関しては、NRNナイター全国放送カードの場合のみ放送を行い、デーゲームで行われる場合や予備カードの場合は当日のNRNナイター全国放送カードを放送するが、全試合デーゲームの場合はNRN系列局から他球場デーゲームをネットする（その場合もヤクルト・DeNA主催試合を放送する場合は基本的にニッポン放送からの裏送りで放送するが、同局の要員不足の場合は文化放送が担当することがある）。 2019年以降、日本シリーズのセ・リーグ本拠地分での文化放送の中継が非NRN扱いに統一されたため、平日も含めて東海ラジオ制作の中継が文化放送にネットされることは事実上無くなった。 |
| 朝日放送ラジオ （ABCフレッシュアップベースボール） | 阪神 オリックス | 2010年度より参加。それまでの担当局変遷は後述。 土・日曜のナイトゲーム中継は、阪神戦が行われる場合、または毎年8月の全国高等学校野球選手権大会会期中に限って放送（予備カード補充あり）され、オリックス主催試合（対阪神戦を除く）がNRN全国中継となる場合は裏送りとなる。 ヤクルト主催試合を自社制作で中継する場合は、原則としてニッポン放送が技術協力を行う。 巨人主催試合を自社制作で中継する場合は、TBSラジオ（2017年まで）・RFラジオ日本（2018年以降）が技術協力を行う場合がある。 DeNA主催試合を自社制作で中継する場合は、TBSラジオが技術協力を行う場合がある。 2013年はビジターゲームの自社制作を縮小したため、関東での阪神ビジターゲームにおいて月・金曜ナイターや土・日曜デーゲームで文化放送が裏送りを担当することがあった。 高校野球会期中のデーゲームは『ABCフレッシュアップベースボールスペシャル』として、高校野球の開催時間と重ならない範囲で放送。 |
| 中国放送 （RCCカープナイター）                     | 広島            | 2009年までは原則として広島主催試合裏送りとヤクルト（以前は横浜も）主催広島ビジター戦ネットのみの参加（JRNネットのため）だったが、2010年はJRNのナイトゲーム中継縮小（これに伴い土・日曜は広島戦開催時のみの放送となり、予備補充も廃止）により、広島主催のナイトゲームではカードによって自社分をQR-NRNライン向けとして放送している。また、関東で開催される広島のビジター試合のナイトゲームでは文化放送からの裏送りやネット受けを行う（主にNRN全国中継）が、DeNA主催はTBSラジオからの裏送り、ヤクルト主催はニッポン放送からのネット受けか裏送りに振り替える場合がある（主に予備順位が下位で、かつ待機要員に解説者を含まない場合）。2015年からの土・日曜は機材運用の簡便化のため、ナイターに限りQR-NRNライン扱いに統一した。詳細は後述。 土・日曜デーゲームは『RCCカープデーゲーム中継』として放送するが、2018年以降はJRN・NRN・RFラジオ日本が複雑に関係するネットワークとなる。そのうち西武主催試合については文化放送からの裏送りを放送している。 |
| 九州朝日放送 （KBCホークスナイター）               | ソフトバンク    | ナイトゲーム中継は、ソフトバンクのホームゲームが行われる場合のみ放送（土・日曜は予備補充なし。土曜は2012年度まで予備も含めて定時放送していた。2022年度まではソフトバンクのビジターゲームも放送していた）。 デーゲームは『KBCダイナミックホークス』として放送。 関東地区のソフトバンクのビジターゲームのうち、KBCローカルかつKBCが自社制作を行わない場合、2014年までKBC解説者の前田幸長 が派遣され、文化放送アナウンサーとともに中継を担当したが、NRN予備となった場合も前田解説のまま組み込まれていた。前田がニッポン放送兼任となった2015年以降、土曜日の文化放送制作ナイターのうちNRN本番へ昇格する可能性がある場合は、同局解説者が担当していた（土曜デーゲーム、裏開催の土曜ナイター、ならびに日曜は従前通り前田が担当）。この措置は2022年度を以って事実上終了した。 |

ABC以外の各ネット局は、ローカル放送となっているニッポン放送やMBS（阪神の遠征試合の時）の中継にも技術協力（2010年からは各ネット局制作による裏送りも実施）している。
なお、巨人以外の関東のチームの試合は、巨人戦がデーゲーム、あるいは雨天中止などになった場合の予備カードからの繰り上がりを含めた全国放送に昇格する試合以外は本番組ではめったに放送する機会がないため、巨人以外の関東地方のチーム同士の対戦の時は完全に放送されない場合と、それ以外の地方に所属するチームとの対戦であれば対戦相手の地元系列局のみで放送する場合が多い。
デーゲームを含めNRN全国中継とならない在京球団主催（概ねセ・リーグ3球団、巨人主催のナイターはビジター局自社制作の場合）の試合については、中継要員や放送ブース等の関係で文化放送が裏送りできない場合、ニッポン放送に委託してネット局向けに制作協力を行う事がある。また、ナイターシーズンオフ期間も、セ・リーグ本拠地地元局の東海ラジオとRCC（RCCはヤクルト戦のみ）への配信は全曜日ともニッポン放送に任せる方針となっているが、文化放送同様にパ・リーグの試合を中心に中継しているKBCに対しては、ナイターシーズン同様に土・日曜の試合の配信を実施している。

#### 関西地区の土・日曜の制作担当局の変遷
本番組（土・日曜のNRNナイター）の中継担当局は、2局以上の地域のうち中京・北海道・福岡地区は開始当初から、それぞれ上記の形で固定されているが、関西地区（阪神、阪急→オリックス、南海、近鉄主催試合）担当局は、過去の歴史的な経緯により、在阪NRN加盟局が3局（ABC、MBS、OBC）あり、OBC以外はJRNとの変則クロスネットを取っていることから、様々な事情により何度か変更されている。

番組開始当初は土曜日は毎日放送（MBSラジオ）、日曜日は朝日放送（ABCラジオ）が担当していたが、1969年から日曜日もMBSが担当することとなった（入れ替わりにABCは日曜をJRNナイターに変更）。しかし、1976年にMBSは日曜日に阪急電車・阪急百貨店提供の「ブレーブス・ダイナミックアワー」を関西ローカルで編成したため、日曜日のNRNナイターが関西地区ではCMも含めて一切ネットされない事態になった（MBSが発局の中継は裏送り参加。阪急主催試合がNRN本番カードの場合『ダイナミックアワー』と別制作）。このため、MBSは土・日曜のNRNナイターから降板することを余儀なくされた。翌1977年からはラジオ大阪（OBC）が土・日曜のNRNナイターを担当することとなり、土曜日（のちに1979年から段階を追って日曜日も該当）のMBSはニッポン放送との2局による局間ネットでの放送となった。

しかし、そのOBCも大阪近鉄バファローズ最後の年となった2004年よりナイター中継を段階的に縮小。2007年度は日曜ナイターを自社では放送しない裏送りとし、同年を最後にすべてのナイター中継から撤退したため、2008年度から土・日曜の関西地区のネット局を見直すことになった。平日の『文化放送ライオンズナイター』で協力関係にあるABCは、土・日曜は引き続きJRNと結ぶこととなったため、MBSが関西地区のNRNナイター担当局となった。しかし、MBSは従来のニッポン放送（LF）との局間ネット（MBS-LFライン）と兼務となり、かつ自社放送分は同ラインを継続としたため、関西地区ではQR-NRNラインを聴くことは事実上出来なくなった。2008年の「阪神対巨人」の土・日曜開催はNRNナイター分を文化放送制作としたが、阪神側のリポーターや一部の技術スタッフはMBSから派遣したため、事実上MBSからの裏送りである。それ以外の試合はMBSが主導でこちらは実況・解説も全てMBSスタッフで賄う完全裏送りである。なお、当時は土・日曜の両方あるいはいずれか片方QR-NRNへのネット予定のない試合に限り、阪神の対戦相手の地元NRN系列局（主に阪神対中日戦における東海ラジオ）がMBS-LFライン経由の中継をネットしていた。また、NRN全国中継として阪神のビジターゲームを放送する場合、在阪局からベンチリポーターが派遣されなくなり、現地局のアナウンサー1名が両軍のベンチリポートを兼務する形を採っていた。

2010年は、JRNナイターが土・日曜の全国放送から撤退し、前年の状態では関西地区からのナイター中継がMBS独占となってしまうため、代わりにABCが土・日曜のNRNナイター担当局になる。これに伴い、NRN全国中継として阪神のビジターゲームを放送する場合、ABCのアナウンサーが阪神側のベンチリポートを担当することになった。同時にJRN（北海道放送・CBCラジオ・RKB毎日放送の3局）のビジター向け中継は対戦カードや開催時間帯、ネット局の都合に応じてABCとMBSのどちらかが担当しており、オールスターゲームなどで土・日曜に関西からの全国放送の体制が必要な場合は、JRNネット分をTBSラジオ制作としている。
なお、2011年と2012年・2014年の交流戦「オリックス対巨人」は週末開催となりABCがNRNナイターの制作を担当したが、2011年は「西武対阪神」のデーゲームを2日間とも文化放送協力で中継し、代わりにNRNナイターはABCの方針で放送しないことにしたため、日曜日のNRNナイターが裏送り（MBSは日曜日の試合のみ中継。土曜日はデーゲームのため放送自体なし）で行われ、2012年・2014年もABCはデーゲームの「日本ハム対阪神」の試合をSTVラジオ協力の自社制作で放送したため、土曜日のNRNナイターは裏送りだった（日曜日はデーゲームのため放送自体なし。MBSは、2012年は土曜日の阪神戦を北海道放送からネット受け、オリックス戦はニッポン放送へ裏送りを行い、2014年は土曜日の阪神戦・オリックス戦とも自社制作で放送している）。
またABCは阪神戦を優先するため、2007年と2015年以後（日曜は2013年以後も）は通年、2008年から2014年まで（日曜は2012年まで）は4-6月の期間、阪神戦がデーゲームである時はNRNナイターを放送しない方針があり、当日のデーゲームが阪神戦、かつNRNナイター本番がオリックス主催試合である時は裏送りを取る処置をとっている。なお2008-14年（日曜は2012年）までの7-9月は高校野球の関係もあり阪神戦以外のNRNナイターを常時放送していたが、阪神戦が元々デーゲームの日にオリックス主催試合のナイターが放送された時には、ABCラジオは阪神戦以外原則20:56までの放送で飛び降りとする上、20:56以後を裏送りとしたことがあった。
2018年には、TBSラジオの野球中継撤退により、平日の『ライオンズナイター』にもJRN系列局（クロスネットのTBC・ABC・MBS・RCCを含む）が関与することになり、それまで自社制作を行っていた関西圏開催の試合についても技術協力していたABCから裏送りを受け、火-木曜の阪神戦中止時は局間ネットも行った。一方金曜日には、交流戦の西武主催の阪神戦で、ビジターゲームの乗り込み自社制作を縮小したMBSが、前述の週末NRNナイター撤退以来となるレギュラーシーズンでの文化放送制作中継のネット受けを行った他、2019年8月と2021年5月の大型連休中の火-木曜日開催のヤクルト対阪神戦（前者はABCが高校野球中継を行うための人材確保、後者は新型コロナウイルスの感染拡大防止の観点からABCからの派遣制限による）についても文化放送からABC向けに裏送りを行った。
| 年度            | JRN担当             | NRN担当             | 備考 |
| --------------- | ------------------- | ------------------- | --- |
| 1965年 - 1968年 | 土曜：ABC 日曜：MBS | 土曜：MBS 日曜：ABC | |
| 1969年 - 1976年 | ABC                 | MBS                 | 1976年の日曜のMBSは阪急戦ローカル中継「ブレーブス・ダイナミックアワー」のため、NRNナイターへは裏送りでの参加。 |
| 1977年 - 2007年 | ABC                 | OBC                 | MBSは1977年以降、ローカルまたはニッポン放送（LF）との局間ネットでナイター中継を行う。 2007年の日曜のOBCは自社のナイター中継を休止し、NRNナイターへは裏送りでの参加。                                                                                             |
| 2008年 - 2009年 | ABC                 | (MBS)               | MBSはLF向けを自社分とするため、QR向け（NRNナイター）へは裏送りでの参加。ただしNRNでの全国放送予定がない場合は、LF向け兼用のままNRN系列局へネットすることがある。                                                                                                 |
| 2010年 - 現在   | (MBS)               | ABC                 | MBSは関西でのナイターをHBC・CBC・RKBがネットする場合に限り、LF向け兼用のままJRN向けとして放送するが、デーゲームではネット関係が逆（ABCがJRN向けに送出）になる。 2017年まではオールスターゲームなどJRNとしての全国放送が必要な場合、TBSラジオが直接制作を行った。 |

- ただし、週末に行われる「ヤクルト対阪神」をABCが自社制作で中継する場合はJRNナイター時代と変わらず、優先放送権を持つニッポン放送の技術協力となる（文化放送で中継がある時はABCがリポーターを派遣する。また中継がない場合でも文化放送は別に実況を待機させる。一方、ナイター時にABCが自社制作を見送った場合には、文化放送からのネット受けまたは裏送りとなる）。その見返りとして、平日に関東で開催されるヤクルト主催以外の阪神のビジターゲームをABCが中継する場合、NRN受けの月・金曜日についてはDeNA・西武・ロッテ主催時を中心に本来ネット関係にあるニッポン放送に代わり、文化放送の技術協力となる場合が多い（土・日曜日のデーゲームも同様。裏送りの場合も文化放送のアナウンサーが実況・リポーターを担当）。
  - なお、ABCに裏送りした土・日曜のデーゲームでは文化放送がJRNの速報チャイムを使用するという事態が発生したことがある（2013年4月28日のDeNA対阪神戦）。
- ABCでは、それ以外の月・金・土・日曜日もスタッフ受け入れ拠点としての扱いや要員・放送ブースの都合やJRN受けの火 - 木曜のヤクルト主催ゲームでのニッポン放送協力への切り替え日数を補う目的から、ニッポン放送・文化放送に代わってTBSラジオの技術協力となる場合がある（中継内で実況アナウンサーがコメントすることがある）。同様の理由で、火 - 木曜日には巨人主催ゲームでもTBSラジオに代わってニッポン放送の技術協力となることがある（この場合は代わりにMBSがTBSラジオの技術協力を受けることが多い）。

#### 広島・中国放送と宮城・東北放送のネット対応
広島地区（広島戦）担当の中国放送（RCC）と、宮城地区（楽天戦）担当の東北放送（TBC）は、所在県唯一のAMラジオ局であることから、JRN・NRNのクロスネット局である。両局とも文化放送がNRN全国中継を担当する土・日曜日は、2009年までJRNラインのナイターを放送していたため、文化放送幹事のナイター中継は原則として自社では放送せず、NRN向け二重制作分の裏送りのみでの参加となっていた。ただし両局とも、JRNに放送権のないヤクルト主催のビジターゲーム（RCCは「ヤクルト対広島」、TBCは「ヤクルト対楽天」）が開催される場合に限り、ラインをNRNに切り替えてネットしている。
RCCの場合は2001年以前の「横浜対広島」でも同様の措置を採っていた他、NRNに巨人主催試合の放送が認められていなかった当時には、水 - 金曜に「巨人対広島」放送のためにJRNへ切り替えた見返りやセ・リーグのカードを優先的に放送するための措置として火・土・日曜に「ヤクルト対巨人」「大洋→横浜対巨人」（巨人と広島の対戦がデーゲームで行われた場合はヤクルトまたは大洋→横浜主催対中日または阪神戦や、ヤクルトと大洋→横浜の対戦の場合もあり）も広島戦がデーゲームまたは非開催の際にネット受けしたり、水〜金曜のRCC-NRN広島主催の第1予備をJRN巨人主催に、火・土・日曜のRCC-JRN広島主催の第1予備をNRN巨人ビジター（第1予備がJRN巨人主催の場合は第2または第3予備にNRNのヤクルトまたは大洋主催を組み込み、JRNのパ・リーグのカードの予備順位を繰り下げ）として、下位の予備カードから本来のネットワークとしたことがあるが、土・日曜のヤクルトまたは大洋主催における広島戦以外のカードについては文化放送からのNRN扱いでのネット受けの場合と、ニッポン放送からの裏送り（朝日放送ラジオとの局間ネット）の場合とがあった。また、土・日曜ナイターが対広島戦以外を含めてヤクルトと大洋のいずれかの主催試合の単独開催だった場合は当該試合をネット受けし、雨傘番組もTBSラジオではなく文化放送からネットすることがあった。
なお、巨人がRF・JRN複占で、横浜もNRN独占だったためにJRN・NRN間の本数調整が厳格だった時代や、一時期阪神主催ゲームがABC優先だった名残で、ヤクルト主催ゲームのために担当外の月・火曜（ニッポン放送）、土・日曜（文化放送）でNRNラインに費やした日数を補償するため、RCCでは対広島戦を含む水 - 金曜の巨人・中日主催ゲームをJRN受けにする場合があったが、最近では週末JRNナイターの崩壊や横浜のNRN独占解消もあり日数補償が厳格でなくなったため、JNNの枠組み優先で金曜開催の巨人または中日と対広島の開幕戦ビジターゲームをTBSラジオ／CBC技術協力の自社制作またはネット受けとしたり、過去の優先契約の名残で水・木曜の「阪神対広島」「オリックス対広島」をABC制作のJRN受けとしたり、JRN系列局へのネット予定がない月曜の自社制作広島主催ゲームでも必要に応じて地元向け（JRN扱い）とネット局向け（NRN向け）の二重制作とする場合が多い。一方、TBCはセ・パ交流戦で影響が出るのみであるため、月・水〜金曜に対日本ハム戦（ホーム・ビジターとも）がデーゲームで開催されSTVラジオでの放送がない場合に、HBCとのJRNライン局間ネットとしたり、月曜開催の「広島対楽天」をJRN受けとすることで制作の効率化を行っている。
しかし、2010年からは、JRNが土・日曜の全国中継を取りやめたため、RCC・TBCともにホームゲームの中継において、JRN各局へのネット送出予定が無く、NRN全国放送の本番・予備カードとされたナイターに限り、自社分をNRNライン向けとして放送している（JRN各局がネット受けする場合は、原則として従来通りNRN向けを裏送りとする）。また、関東でのビジター戦は前述のヤクルト主催試合に限らず、全国中継カード時に文化放送発NRNナイターをネットすることになった。
これ以降RCCでは、在京球団主催試合では、ローカル番組扱いとなるデーゲーム中継ではヤクルト主催（ニッポン放送協力の自社制作またはニッポン放送からの裏送り）を除いて今まで通りJRN受け（TBS協力の自社制作またはTBSからの裏送り）となり、全国放送にならないナイターではNRN受けとなり、首都圏本拠地球場での開催時はニッポン放送での放送有無にかかわらず文化放送が、地方球場での開催時とナイターオフ編成の消化試合はニッポン放送が裏送りする。しかし、首都圏本拠地球場での開催時であっても、該当試合の予備順位が屋内球場より後位で、かつQRが解説者を含めての待機を行っていない場合は、デーゲーム同様の対応になることもある（ここで、ニッポン放送がヤクルト対広島を本番としている場合は、LF-MBSライン扱いのネット受けとなる）。また、土・日曜の巨人・DeNA・ヤクルト主催ナイターで全国中継本番該当時に別途自社乗り込みを実施する場合は、QRの要員や放送ブースなどの都合上、巨人・DeNA主催ではTBSラジオまたはニッポン放送の、ヤクルト主催ではニッポン放送の技術協力となることがあるが、広島ベンチリポートのアナウンサーはQR-NRNの中継と兼任することがある。なお、2015年からは機材運用の簡便化のため、土・日のナイターはオフ編成時を除いて対戦相手にかかわらずQR-NRN扱いに統一しており、広島開催のオールスターゲームで、広島からのJRN全国中継が臨時で行われる場合も、TBS-JRN向けの方を裏送り（またはTBSラジオの乗り込み制作）とし、QR-NRN向けを自社向けとして放送している。その一方広島開催の日本シリーズでは、ナイターオフ編成扱いということもあり、ネット局対応や在京局・ビジター地元局の乗り込み有無などに応じて柔軟に対応している。実例として、2016年は第1・2戦では自社向け本線をNRN向けとし（QRは自社制作で対応）、JRN向けをTBSラジオに委託した一方、第6・7戦では二重制作を実施して自社向け本線をJRN向けとしてNRN向けを裏送り（QRは第6戦をネット受け、第7戦を自社制作）としている。
一方、TBCは文化放送・ニッポン放送・ABC（JRN受け時代を含む）とも本番としない場合には中継自体を行わない方針であったが、2012年より日曜に関東およびオリックスのビジターゲームは本番カードの場合も含め一切中継しない方針となった。また、2013年より土曜の関東ビジターゲームも同様の方針となる（2013年の土曜日はオリックス戦ビジターのナイターが組まれていないため、ナイターの場合の対応は不明。交流戦における阪神戦は原則としてデーゲーム・ナイターともにABCからのネットで放送していたが、2014年は土曜のみMBSからのネットで放送した）。
尤も、QRが自社での土・日曜ナイター中継を取り止めたのに加え、2020年代以降はSTV、KBCといった球団所在地元局ですらホームゲーム以外での土・日曜のNRN本番・予備中継のネットを行わなくなったという実情を鑑み、TBCは2022年、RCCは2025年以降、CBCと東海ラジオへの二重制作が必要な対中日戦や、LFへの配信をMBSが担う対阪神戦を除いて、土曜日に限りNRNラインとLF-MBSラインの一本化を行い、同じ中継を双方へ同時配信するようになった。この場合も、NRNナイターとして受ける局（KRYなど）はQRを介してネット受けする一方、LFは局間本番として制作局から直接配信を受ける形をとる。なお、このケースで関西地区へのネットが発生する場合、NRNナイター参加局であるABCがネットすることになっており、当該試合をLFがネットする場合、MBSは同試合を予備カードから外し、他のJRN加盟局が制作する別カード、もしくは自社制作の雨傘番組に差し替える措置を採る。

### クライマックスシリーズの対応
クライマックスシリーズは、平日にライオンズナイターを放送していることもあり、2015年までは西武の進出にかかわらず文化放送がNRN系列局向けの担当（厳密には個別ネット扱い）としてクライマックス・パの全試合を中継していた。
西武が進出せず、関東地区以外で開催される場合は、NRN担当局の中継をそのまま放送するか、文化放送が自主制作するかのどちらかになるが、西武に進出の可能性がある場合 や、関東地区の聴取率調査週間と重なる場合は自主制作することが多かった。本来のNRN担当局が中継を行わない場合、該当試合を文化放送が自主制作してNRN系列局にネットする場合があった。
2016年からは前述のように、クライマックス・パの地上波での放送からは撤退した（西武が出場した場合でも西武ドーム開催分のインターネット配信のみ実施し、同じ関東圏の球団であるロッテが出場しても中継しない）。このため、現地NRN担当局の中継が文化放送へネットされない場合、当該中継はニッポン放送のセ・リーグ（クライマックス・セ）中継の予備カードとして組み込まれる場合がある（2016年は第2戦で『広島 vs DeNA』の終了後にSTVラジオの『日本ハム対ソフトバンク』にリレー）。
ニッポン放送 がNRN系列局向けの担当となる（厳密には個別ネット扱い）セ・リーグ（クライマックス・セ）の方の中継は、制度導入当初から文化放送では行われていない。前述のように2016年からは事実上、ニッポン放送が両リーグとも関東のNRNにおけるクライマックスシリーズの地上波ラジオ中継を独占することになった。

### 日本シリーズの対応
日本シリーズは、レギュラーシーズンの定時放送が廃止された土・日曜日の開催分も含め、原則全試合中継する。ここではパ・リーグの出場チームが西武以外の場合を説明する。西武となった場合は前項の「埼玉西武ライオンズの試合への対応」参照。
文化放送は2017年までは西暦奇数年の1,3,5,7戦、西暦偶数年の2,4,6戦に於けるNRN全国中継の担当局となっていた。ネットワークが再編した2018年は全試合文化放送がNRN全国放送の担当 を経て、2019年以降はパ本拠地で開催する試合（西暦奇数年の1,2,6,7戦、西暦偶数年の3,4,5戦）がNRN全国中継の担当局となった。このため、該当試合が西武またはロッテのホームゲームとなる場合は文化放送制作でNRN系列局へネットされ、関東以外の試合はNRN担当局の中継をそのまま放送する が、関東以外のNRN担当試合でも関東地区の聴取率調査週間と重なった場合、およびNRN全国中継をニッポン放送が担当する試合は、開催球場を問わず文化放送のスタッフが乗り込んで自社制作のローカル放送を行っていた。ただし、2019年以降の現体制となって以降、NRN全国中継をニッポン放送が担当する試合については、巨人・ヤクルト・DeNAのホームゲームとなる場合は従来通り自社制作するが、関東以外の試合はABC・MBS（阪神、詳細後述）やCBCラジオ（中日）による非NRN担当局の中継をネットする。ただし、広島の進出時にRCCがニッポン放送・NRN向けとの二重制作を行うか、前記3球団と日本ハム・楽天・ソフトバンクの進出時にビジター側地元局の乗り込み制作分を放送するか、あるいは2018年以前同様に自社制作を行うかのいずれかになるかは未定である。
ちなみに大阪地区ではNRN全国中継の放送は西暦奇数年に1,2,6,7戦をMBS、3,4,5戦をABCが担当しており、TBSラジオがプロ野球中継から撤退した2018年もそれを踏襲したが（旧JRN担当日はニッポン放送制作の非NRN向けを放送）、2019年以降は在阪球団出場時に限りABCが1,2,6,7戦を、MBSが3,4,5戦をNRN全国中継担当局としたが、ABCは阪神不出場の場合は通常番組を編成し、かつオリックスが出場の場合は西暦奇数年のみネット局への裏送りでの参加とする一方、MBSは在阪球団の出否にかかわらず放送を継続するため、在京球団主管分は、基本的には開催年にかかわらずセ本拠地側はニッポン放送から、パ本拠地側は文化放送からNRNのネット受けして放送することになり、在阪球団の出場時はMBSが奇数年の阪神主管による、偶数年のオリックス主管による3,4,5戦を自社制作・放送しNRNに配信することになった。このため、在阪球団主管分の1,2,6,7戦のNRN配信担当となるABCは2020年の京セラドーム大阪で開催した巨人主管分で文化放送制作の非NRN向けの技術協力を行い、2021年はオリックス主管分の1,2,6戦を文化放送を含むNRN系列局向けに裏送り配信した。MBSは2022年のオリックス主管分の3,4,5戦を文化放送を含むNRN向けに制作して放送する。阪神・オリックス双方とも進出した2023年は西暦奇数年の割当かつABCも全試合を中継するため、文化放送は全試合でABCからのネット受け（オリックス主管の第1,2,6,7戦はNRN本番、阪神主管の第3,4,5戦は非NRN扱いの局間ネット）を行う。
文化放送がラグビーワールドカップ2019決勝トーナメントの放送権を獲得した2019年 には、ラグビー日本代表が関与する試合と日時が重複する場合にラグビー中継を優先した（詳細前述）。